# Drautal in Slowenien

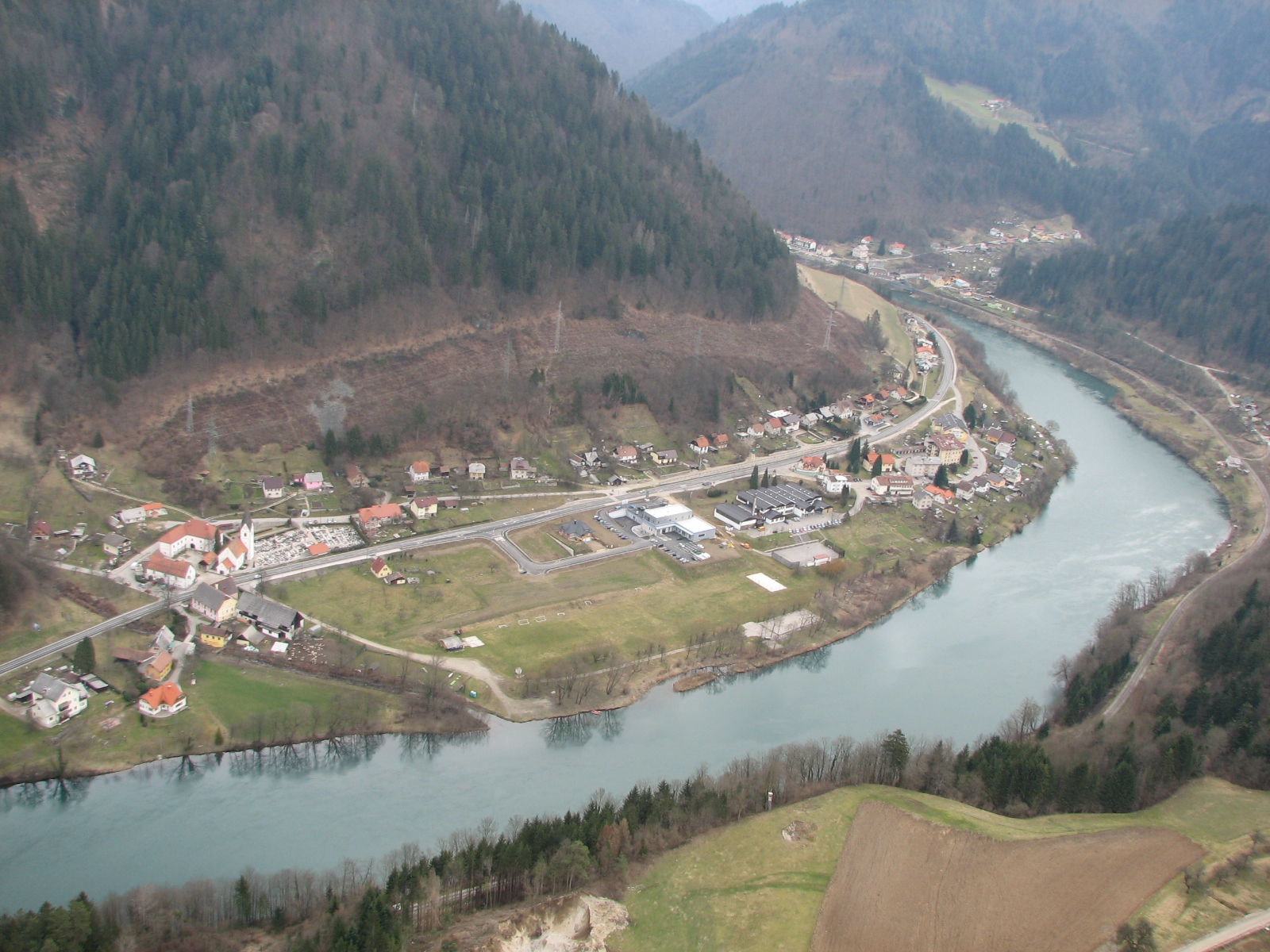
Brezno im Drautal

Dravska dolina (deutsch: Drautal) ist die slowenische Bezeichnung einer Region im Norden Sloweniens. Es handelt sich dabei um den 50 km langen Flusslauf der Drau (slowenisch Drava) und die umgebenden Mittelgebirge zwischen Dravograd im Westen und Bresternica sowie Limbuš in der Stadtgemeinde Maribor im Osten.

## Geographie
Die Drau legt auf ihrem Weg von der Quelle in Südtirol über Österreich und Slowenien bis zur Mündung in Kroatien 707 km zurück, davon 142 km in Slowenien. Der slowenische Flussabschnitt beginnt zwischen dem slowenischen Dorf Libeliče/Leifling (Gemeinde Dravograd) und dem österreichischen Lavamünd; er endet auf dem Gebiet der Gemeinde Središče ob Dravi an der kroatischen Grenze.
Das 50 km lange Tal der Drau zwischen Dravograd und Maribor grenzt im Norden an das Kozjak-Gebirge (deutsch: Poßruck), im Süden an das Bachergebirge (Pohorje). Charakteristisch für die umliegende Landschaft ist ein abwechslungsreiches Relief mit steilen Hängen und relativ hohen Bergrücken, die von zahlreichen Schluchten mit Sturzbächen durchschnitten sind.
In den Gebirgsdurchbrüchen zwischen der Stadt Dravograd und Trbonje/Trofin (Länge: 6 km auf dem Gemeindegebiet von Dravograd) sowie in der Brezno-Schlucht (Länge: 20 km) ist das Drautal äußerst eng, sodass die Flussufer praktisch direkt in die Hügelwelt übergehen.
Etwas größere, einige Kilometer lange und bis zu 2 km breite Flussweitungen sind die Flussterrasse zwischen Libeliče und Črneče  im oberen Teil des Flusslaufs und das Mahrenberger Feld (Radeljsko polje) zwischen Muta und Radlje ob Dravi (Mahrenberg) in der Mitte.  Innerhalb der dritten Flussterrasse zwischen Ruše und Selnica (Ruško-Selniško polje) im unteren Teil, beginnt das Gebiet des Stausees Mariborsko jezero.

## Ortschaften
Die Region umfasst die Gebiete folgender Gemeinden (von West nach Ost, Nord/Süd – in Klammern die historischen deutschen Bezeichnungen):
- Dravograd (Unterdrauburg),
- Muta (Hohenmauthen),
- Vuzenica (Saldenhofen),
- Radlje ob Dravi (Mahrenberg),
- Podvelka (Podwölling),
- Lovrenc na Pohorju (Sankt Lorenzen am Bachern),
- Selnica ob Dravi (Zellnitz an der Drau),
- Ruše (Maria Rast),
- Maribor (Marburg an der Drau).

## Zuflüsse
Die wichtigsten Zuflüsse und ihre Mündungsorte im Drautal zwischen Dravograd und Maribor sind (von West nach Ost,  Nord/Süd – in Klammern die deutschen Bezeichnungen):
- Meža (Mieß) – Dravograd
- Crkvenica (Kirchbach) – Vuzenica
- Reka (Vuzenica)
- Mučka Bistrica (Feistritz) – Muta
- Vuhreščica – Vuhred (Radlje ob Dravi)
- Velka (Podvelka)
- Radoljna (Lovrenc na Pohorju)
- Lobnica (Ruše)

## Geschichte
Das Drautal ist die Verbindung zwischen der Alpenwelt und dem Pannonischen Becken. Historisch war es eine wichtige Verkehrsverbindung. Auf der Drau gab es Flößerei und Transport mit Hütten, auf der Straße LKW-Transporte. Die Eisenbahn Maribor-Dravograd-Celovec wurde 1863 gebaut. Wichtig ist auch die Wasserkraft des Flusses.
Mit dem Bau der Eisenbahn begann die wirtschaftliche Entwicklung des Tales. Der bergige Teil des Territoriums war wichtig für die Holzgewinnung und den Holzhandel. Die Landwirtschaft verlagerte sich immer mehr auf die Forstwirtschaft. Wichtig waren auch Glasherstellung, Bergbau, Kohlebergbau und Eisenherstellung.
Bis zum Zweiten Weltkrieg floss die Drau bis Maribor in einem natürlichen, größtenteils unveränderten Flussbett. Infolgedessen war sie noch zu Beginn des 20. Jahrhunderts in ihrem alpinen Teil zwischen Dravograd und Ožbalt ein reißender Fluss mit zahlreichen Stromschnellen und felsigen Engen.
Obwohl die ersten Eingriffe in den Fluss durch die Errichtung von Uferbefestigungen bis in die Mitte des 19. Jahrhunderts zurückreichen (z. B. die Regulierung zwischen Borl und Zavrč), begannen umfassende Veränderungen in der gesamten Drau-Aue mit dem Bau von Wasserkraftwerken (WKW). Der Bau des ersten, Kraftwerk Fala, heute Gemeinde Selnica, begann 1913, es folgte die Kette der Drau-Wasserkraftwerke in Slowenien, die 1978 mit der Errichtung vom WKW Formin, Gemeinde Gorišnica, 1978 abgeschlossen wurde.

## Naturschutz
Trotz großer ökologischer Veränderungen in den vergangenen Jahrzehnten zeichnet sich das Gebiet um die Drau durch eine große Artenvielfalt aus. Künstlich entstandene Lebensräume spielen heute eine wichtige Rolle für den Naturschutz, so zum Beispiel flache Buchten von Stauseen im alpinen Teil der Drau. Die große Bedeutung der Drau für den Naturschutz zeigt sich unter anderem durch eine Reihe von internationalen und nationalen Naturschutzmaßnahmen am Fluss und in den anliegenden Regionen.
So wurde der gesamte Lauf der Drau in Slowenien in das Netz von Naturschutzgebieten Natura 2000 aufgenommen.
Entlang des Flusses und seiner Umgebung liegen zwei gemäß der europäischen FFH-Richtlinie (SAC – Special Conservation Areas) ausgewiesene Gebiete und ein gemäß der Vogelschutzrichtlinie (SPA – Special Protection Area) ausgewiesenes Gebiet. Das SAC SI3000172, die Obere Drau mit ihren Zuflüssen (46,8 km²), umfasst die Drau und die umliegende Mittelgebirgsland mit den Drau-Zuflüssen zwischen der Staatsgrenze zu Österreich
und dem Kraftwerk Fala.